# Stalingrad (Album)
Stalingrad ist das 13. Studioalbum der deutschen Heavy-Metal-Band Accept. Es erschien Anfang April 2012 bei Nuclear Blast und nach Blood of the Nations das zweite von Andy Sneap produzierte Album der Band in Folge.

## Entstehung und Stil
Musikalisch wollte die Band die Grundelemente des erfolgreichen Albums Blood of the Nations beibehalten, ohne sich zu wiederholen. Auch war laut Aussage von Wolf Hoffmann die Band „hundertprozentig eingespielt“. Inhaltlich wurde Hoffmann durch eine Dokumentation über den Kessel von Stalingrad inspiriert. Er habe sich die Frage gestellt, ob es auch andere Szenen gegeben habe, als dass ein Sterbender „noch schnell“ einen anderen Menschen umbringt, Szenen gegenseitiger „Hilfe und Wärme“.

„Was passiert, wenn das gerade nur einer ist, der auch stirbt und genauso einen anderen Menschen braucht? Sprich: brothers in death. Im letzten Moment sind wir alle gleich, eben Brüder. Es ist eine konstruierte Story, und ich bin mir nicht mal ganz sicher, ob die so klar rüberkommt. Mark (Tornillo) hat aber auf jeden Fall sein bestes versucht.“

Verbindungen zu aktuellem politischen Geschehen gebe es nicht. Das Album sei auch kein Konzeptalbum, obwohl es anfangs diese Idee gegeben habe. Zunächst sei der spätere Titelsong fertiggeworden. Man habe auch daran gedacht, Hiroshima oder 9/11 zu thematisieren, aber dies als schwierig umzusetzende Idee wieder verworfen. Dann seien neben dem Song Stalingrad nur noch Hellfire – der die Bombenangriffe auf Dresden 1945 thematisiert – sowie Never Forget, das einen „vagen Bezug“ zu 9/11 habe, geblieben. Im Titelsong wird die russische Nationalhymne zitiert. Nach Hoffmanns Meinung sei sie die „schönste aller Nationalhymnen“.

## Versionen
Neben der Standard-Version als CD wurde das Album auch als weißes beziehungsweise rot/weißes Vinyl vertrieben. Beide Versionen enthielten zwei LPs und den Bonus-Song "Never Forget". Außerdem verfügbar war eine limitierte CD-Version, die neben dem Bonus-Song auch Ausschnitte der Auftritte der Band auf dem Bang Your Head-Festival 2011 und dem Masters Of Rock-Festival 2010 sowie die offiziellen Videos zu den Songs "Teutonic Terror" und "Pandemic" vom Vorgänger-Album "Blood of the Nations" enthielt.

## Rezeption
Marcel Rapp von Powermetal.de sprach von einem „bärenstarken Werk“. „Zwar ist Stalingrad im direkten Vergleich mit seinem Vorgänger deutlich melodischer geworden, hat jedoch an Härte keinerlei Einbußen gemacht. Die Stücke kommen druckvoll aus den Boxen geprescht, wirken bis zur letzten Sekunde authentisch und bewirken einen Stalingrad-kalten Schauer auf der Haut. Hier versammeln sich zehn baldige Klassiker, die darauf brennen, wahrhaftig auf der Bühne präsentiert zu werden.“ Die Wertung lag bei neuneinhalb von zehn Punkten.

## Titelliste
Alle Musik von Baltes, Hoffmann, alle Texte von Tornillo.
1. "Hung, Drawn and Quartered" – 4:40
2. "Stalingrad" – 6:01
3. "Hellfire" – 6:13
4. "Flash to Bang Time" – 4:10
5. "Shadow Soldiers" – 5:51
6. "Revolution" – 4:14
7. "Against the World" – 3:39
8. "Twist of Fate" – 5:43
9. "The Quick and the Dead" – 4:27
10. "Never Forget" – 4:52 (Bonustrack)
11. "The Galley" – 7:22